# 居然亭
居然亭（きょぜんてい）は、かつて京都岡崎に存在した第4代中井三郎兵衛により設けられた広大な別邸。
紙業（のちの、日本紙パルプ商事）で財を成した第4代中井三郎兵衛（慈眼）は、1906年（明治39年）に京都岡崎に居然亭と称する別邸を設けた。
もともと居然亭は、江戸時代後期の画家・豪商で、和歌・連歌・茶道にもすぐれた世継寂窓（よつぎじゃくそう、不明 - 1843年）が寛政年間頃に築いた別荘であった。その後、この土地は、明治維新後の一時期に医者・漢学者であり桂宮令・宮内省官吏を勤めた宇田淵（うだえん）の居宅となった。
中井家の所有地となったのは、明治30年代（1897年-1906年）である。世継寂窓から宇田淵に引き継がれた居然亭は、慈眼の取得後、どの程度残されたのか明らかではない。いわゆる中井氏居然亭については、建築を明治時代・大正時代に活躍した数寄屋大工の上坂浅次郎、庭を川崎熊三郎と7代小川治兵衛が手がけたと伝わる。慈眼の伝記である『かたばみ草』には、1903年（明治39年）3月7日当該岡崎別荘の上棟式があり、同年の9月18日には「山縣公外八名岡崎別荘に御招待」したと記されている。慈眼は政財界に留まらず、文化人や仏僧など幅広い交友関係を築き、それらの人々を居然亭に招いて、茶事・宴会・法要などを催した。
居然亭は、1966年（昭和41年）に実業家らへ譲渡される際、分解され一部は除却された。その過程で、中根金作の助言などがあったことにより、部分的に現存しているという。